# Dean Woods
Dean Anthony Woods (Wangaratta, 22 giugno 1966 – 3 marzo 2022) è stato un pistard australiano.

## Biografia
Vinse quattro medaglie olimpiche nel ciclismo su pista, una d'oro, una di argento e due di bronzo. In particolare conquistò una medaglia d'oro alle Olimpiadi di Los Angeles 1984 nella gara di inseguimento a squadre, una medaglia d'argento a Seul 1988 nell'inseguimento individuale, una medaglia di bronzo a Seul 1988 nell'inseguimento a squadre e un'altra medaglia di bronzo alle Olimpiadi di Atlanta 1996 nella gara di inseguimento a squadre.
Morì di cancro nel 2022.